# Dagon: la secta del mar
Dagon, conocida en español como Dagon: la secta del mar, es una película española de la productora Fantastic Factory. Dirigida por Stuart Gordon y protagonizada por Ezra Godden, Raquel Meroño, Francisco Rabal y Macarena Gómez, fue estrenada en 2001. Se trata de una adaptación cinematográfica del relato de H. P. Lovecraft de La sombra sobre Innsmouth (1931).

## Argumento
Paul Marsh sueña que descubre una sirena con dientes afilados mientras bucea en una extraña cueva submarina. Paul se despierta frente a una zona de las costas de España que no conocen, donde acaba de llegar en su viaje de vacaciones en velero junto a su novia Barbara y sus amigos Vicki y Howard. Una tormenta repentina hace que su barco choque contra unas rocas sumergidas y Vicki queda atrapada bajo la cubierta, por lo que Howard se queda con ella mientras Paul y Barbara toman un bote salvavidas hasta Imboca, un pueblo pesquero en la costa. Durante su ausencia, una criatura invisible de las profundidades ataca a la pareja en el barco.
En la orilla, Barbara y Paul no encuentran a nadie y se aventuran en la ciudad hasta que finalmente llegan a la iglesia, donde encuentran a un sacerdote. Barbara lo convence para que los ayude y el sacerdote habla con dos pescadores en los muelles, quienes se ofrecen como voluntarios para regresar con Paul o Barbara al naufragio. A pesar de los recelos de Paul, Barbara se queda para intentar encontrar un teléfono para llamar a la policía y a un médico mientras Paul va a ayudar a sus amigos.
Sin embargo, Vicki y Howard han desaparecido misteriosamente y Paul es llevado de regreso al hotel de Imboca, donde se suponía que había ido Barbara, sin embargo, ella también ha desaparecido y Paul debe esperarla en una habitación del hotel, donde vuelve a soñar con la sirena. Su descanso intermitente se ve perturbado por una muchedumbre de personas extrañas con apariencia de peces que se acercan al hotel y se ve obligado a huir, acabando en una macabra curtiduría llena de pieles humanas, donde descubre los restos de Howard. Paul escapa de la curtiduría iniciando un incendio y encuentra seguridad momentánea con un viejo borracho llamado Ezequiel, el último humano de pura sangre en Imboca.
Ezequiel le explica a Paul que, muchos años antes, Imboca era un pueblo normal, humilde y creyente en Dios pero, cuando llegó una época de escasez, el capitán de un barco pesquero llamado Orfeo Cambarro (basado en el capitán Obed Marsh) convenció a los lugareños de renegar de Dios y en su lugar adorar a Dagón. Las primeras ofrendas de Orfeo a Dagón trajeron a Imboca enormes riquezas en forma de peces y oro; esto hizo que los lugareños lo nombraran sumo sacerdote de la Iglesia de Dagón, ayudándolo a desmantelar la capilla local y matar al sacerdote para establecer la iglesia en honor de Dagón (basada en la Orden Esotérica de Dagón). Sin embargo, la riqueza traída a Imboca por adorar a Dagón tuvo un precio terrible ya que Dagón exigió sacrificios de sangre y mujeres humanas con las que reproducirse. Corrompidos por la avaricia, los aldeanos y Cambarro siguieron ciegamente esta demanda. Estos fueron, respectivamente, los destinos del padre y la madre de Ezequiel que resistieron la práctica herética de Orfeo, salvándose Ezequiel de este destino en su infancia porque prefirió fingir haberse convertido. Con el tiempo, la gente de Imboca comenzó a morir, dejando solo a sus descendientes, quienes comenzaron a nacer deformes y con rasgos de seres marinos que se acentuaban más con cada generación, debido a la influencia del dios y la practica incestuosa recurrente de los aldeanos, quienes comenzaron a convivir junto a la progenie del propio Dagón, secuestrando a visitantes desprevenidos para sacrificarlos, mientras Ezequiel observaba cómo la aldea caía en la ruina, lamentando la necedad de los habitantes al adorar a un demonio a cambio una prosperidad fugaz.
Paul le ruega a Ezequiel que lo ayude a escapar. Ezequiel cede y lleva a Paul a la mansión del alcalde, para poder robar el único coche del pueblo que pertenece al nieto de Orfeo, Xavier Cambarro, quien, según advertencias del anciano debe cubrir su apariencia ya que el linaje Cambarro son los más cercanos a Dagón y por lo tanto los que más rápido han ido perdiendo su forma y naturaleza humana. Ezequiel distrae a algunos Imbocanos el tiempo suficiente para que Paul entre, pero accidentalmente toca la bocina mientras intenta conectar el motor. Obligado a ocultarse en la mansión, Paul encuentra a una hermosa mujer llamada Uxia, la sirena de sus sueños, por quien de inmediato se siente atraído. Ella lo salva del descubrimiento, pero cuando descubre que en lugar de piernas posee un par de tentáculos, huye horrorizado, a pesar de las súplicas de la joven.
Paul escapa por poco de una horda de aldeanos en el coche, pero lo atrapan tras chocar y lo arrojan a un granero, donde están cautivos Vicki, Ezequiel y Bárbara. Los tres planean escapar, pero el intento fracasa. Después de haber sido violada y embarazada por Dagon, Vicki, traumatizada, se suicida. Paul y Ezequiel son separados de Bárbara y terminan en una carnicería, donde los encadenan y les dan la oportunidad de unirse a la adoración de Dagon. Cuando ambos se niegan, Paul se disculpa con Ezequiel, quien le agradece por ayudarlo a recordar a su madre y a su padre, quienes murieron resistiéndose a Dagón y la secta. Posteriormente el anciano es desollado vivo ante los ojos de Pablo mientras recitan juntos el Salmo 23.
Paul se salva con la aparición de Uxía, quien le informa que no tiene más remedio que unirse a ellos. Él se ofrece a quedarse con ella a cambio de la liberación de Barbara, pero ella insiste en que Barbara debe quedarse y tener un hijo de Dagon. Cuando Paul parece ceder, Uxía le dice al sacerdote de Dagon que haga arreglos para su matrimonio. Después de que Uxia se va, Paul escapa y mata a los guardias y al sacerdote en venganza por el asesinato de Ezequiel. Una vez afuera, busca a Bárbara y por el camino recoge una lata de queroseno; cuando llega a la iglesia, aparentemente con la intención de quemarla, descubre un pasaje oculto que conduce bajo tierra a una cámara ritual. Allí, una congregación de imbocanos observa a Uxia preparar a Bárbara para ofrecérsela a Dagon; la encadenan por las muñecas y la bajan desnuda a un pozo profundo que conduce al mar. Mientras la congregación de Imbocanos y Uxia alaban a Dagon, Paul ataca, rociando a varios aldeanos con queroseno y prendiéndoles fuego, saca a Barbara del pozo, pero Dagon ya la ha violado y ella le ruega que la mate, Paul se niega y el monstruoso Dagon atrapa a Barbara y la mata arrastrando su cuerpo a las profundidades.
Los Imbocanos ilesos atacan a Paul, pero son detenidos por Uxia y un Imbocano con apariencia de pulpo humanoide, que se revela como Xavier Cambarro, padre de Uxia y Paul. Uxia explica que ambos son hermanos y estaban destinados a ser amantes hasta que la madre de Paul escapó de Imboca tras haber sido embarazada por Xavier, pero ahora que Paul ha regresado, será su pareja y vivirán con Dagon para siempre. Atrapado y conmocionado por haber sido una abominación todo el tiempo, Paul vierte lo último del combustible sobre su propio cuerpo y se quema vivo, pero Uxía lo arrastra al agua, donde a Paul descubre que puede respirar bajo el agua ya que el fuego quemó su piel, revelando la presencia de agallas y branquias ocultas. Sin opciones, Paul acepta su destino y sigue a Uxia hasta la guarida submarina de Dagon.

## Reparto
| Intérprete         | Personaje               |
| ------------------ | ----------------------- |
| Ezra Godden        | Paul Marsh              |
| Francisco Rabal    | Ezequiel                |
| Raquel Meroño      | Bárbara                 |
| Macarena Gómez     | Uxía Cambarro           |
| Brendan Price      | Howard                  |
| Birgit Bofarull    | Vicki                   |
| Uxía Blanco        | Madre de Ezequiel       |
| Ferran Lahoz       | Sacerdote               |
| Joan Minguell      | Xavier Cambarro         |
| Alfredo Villa      | Capitán Orfeo Cambarro  |
| José Lifante       | Recepcionista del Hotel |
| Javier Sandoval    | Padre de Ezequiel       |
| Víctor Barreira    | Joven Ezequiel          |
| Fernando Gil       | Sacerdote Católico      |
| Jorge Luis Pérez   | Chico                   |
| Ignacio Carreño    | Curtidor 1              |
| Diego Herberg      | Chofer                  |
| Óscar García       | Imbocano 1              |
| José Manuel Torres | Imbocano 2              |
| Lydia González     | Imbocano 3              |
| Lydia Bosse        | Imbocano 4              |
| Joan Manel Vadell  | Imbocano 5 - Curtidor 2 |
| Richard Stanley    | Monstruo pez            |

## Variaciones de doblaje
En la versión original, Paul Marsh habla inglés con algunas personas, que no lo entienden. En la versión española, la gente puede entenderlo pues todos hablan español. En la versión latina, la gente puede escuchar un Paul Marsh con acento latino.

## Crítica
La película tuvo un 64% de comentarios positivos en la página Rotten Tomatoes.

## DVD
Dagon está editada por Filmax en una edición doble disco que aún puede encontrarse en las tiendas. El material adicional incluye entrevistas, imágenes del rodaje y tráileres.